# Busta Rhymes
Trevor James Smith, Jr. (Brooklyn, Nueva York, 20 de mayo de 1972), más conocido como Busta Rhymes, es un rapero, cantante y actor estadounidense. El apodo le viene del antiguo jugador de la NFL George "Buster" Rhymes, que le fue dado por Chuck D de Public Enemy. Es conocido por sus rápidos versos y su gran habilidad vocal.

## Biografía
Trevor James Smith, Jr. nació en East Flatbush, un barrio del distrito neoyorquino de Brooklyn, hijo de Cherry Green y Trevor Smith. En 1983 su familia se mudó a Uniondale, suburbio de Nueva York en Long Island.
Rhymes comenzó a los 17 años como miembro de Leaders of the New School, con sus vecinos de Long Island Charlie Brown, Dinco D y su primo Cut Monitor Milo. Comenzaron a grabar en 1989 y publicaron su álbum debut A Future Without a Past en 1991 en Elektra Records. En 1993, lanzan T.I.M.E. (The Inner Mind's Eye). Sin embargo, poco después surgieron problemas en el grupo, y se separaron en 1994 tras una discusión en directo en un capítulo de Yo! MTV Raps.
Tuvo una fugaz participación en el grupo de Hip Hop pionero "Tribe Called Quest", gracias a su amigo Q-Tip y Phife Dawg, fue reconocida su actuación en un show televisivo de 1992, "Arsenio Hall", donde el grupo tuvo una espectacular performance de la canción "Scenario", tenida en cuenta como el verdadero impulso de la música Hip Hop en la década. 
Busta Rhymes lanzó en 1996 "Woo Hah!! Got You All in Check" como sencillo de su álbum multiventas The Coming. Su segundo disco, When Disaster Strikes, publicado en 1997, contenía los sencillos "Put Your Hands Where My Eyes Could See" y "Dangerous".
En el mismo año lanzó The Imperial como parte del Flipmode Squad, un proyecto colaborativo con los raperos Rampage, Lord Have Mercy, Spliff Star, Rah Digga y Baby Sham. La fascinación de Rhymes con el cine se refleja en Extinction Level Event (The Final World Front), lanzado en 1998. El frenético sencillo "Gimme Some More" alcanzó el número 5 en el listado británico en enero de 1999. La canción "What's It Gonna Be?!', a dúo con Janet Jackson, alcanzó el top 10 estadounidense y británico. Rhymes ha combinado su carrera musical con algunos papeles de actor. En el 2000 trabajó en varios proyectos fílmicos y grabó su último álbum con Elektra, Anarchy.
Después de abandonar Elektra, Rhymes firmó para J Records, un nuevo sello fundado por Clive Davis (antiguo fundador de Arista Records). En el 2001, lanzó un álbum de éxitos junto a un nuevo disco con trabajo original titulado Genesis. Genesis marcó el regreso de Busta Rhymes, con éxitos como "Break Ya Neck" y "Pass the Courvoisier" producidos por los productores de hip-hop Dr. Dre y The Neptunes, respectivamente.
El 26 de noviembre del 2002, Busta Rhymes lanzó su sexto álbum: It Ain't Safe No More. Su primer sencillo, "Make It Clap", tuvo un éxito moderado. El segundo sencillo, un dueto con Mariah Carey titulado "I Know What You Want" fue un poco más exitoso, alcanzando el top 10 del pop en la cartelera de sencillos de Billboard.
Busta Rhymes firmó recientemente con la disquera Aftermath Entertainment, con la que ha lanzado en el 2006 el álbum The Big Bang.
Busta ha aparecido en algunas películas, incluyendo Higher Learning, Full Clip, Descubriendo a Forrester, Halloween: Resurrección y la versión de Shaft realizada en el 2000, entre otros.
Se rumorea que tiene problemas con la policía debido a varios asesinatos de conocidos suyos y varias agresiones a fanes.
En marzo de 2008 colaboró con el alternativo grupo japonés de hippop Teriyaki Boyz junto con Pharrell en su último sencillo y vídeo cuyo nombre lleva el título de "Zock On!", el tema fue presentado en el programa musical Music Station el 14 de marzo de 2008. También su canción "Where's My F--kin Money" fue incluida en el videojuego Grand Theft Auto IV.
A mediados de noviembre del 2011 se dio a conocer que Busta Rhymes fue contratado por las discográficas Cash Money y Young Money (YMCMB), comandadas por Birdman y Lil Wayne.
Actuó en la película de "Halloween the resurrection" en el 2003.
En 2023 se vio envuelto en un escándalo viral; esto después de haber sido acosado en un aeropuerto; una mujer le tocó el trasero, lo que generó una agresión violenta por parte del rapero,

## Discografía

### Álbumes
| Año  | Álbum                                      | U.S. | UK | Certificación | Ventas    |
| ---- | ------------------------------------------ | ---- | -- | ------------- | --------- |
| 1996 | The Coming                                 | 6    | -  | Platino       | 1 000 000 |
| 1997 | When Disaster Strikes                      | 3    | 34 | Platino       | 1 000 000 |
| 1998 | Extinction Level Event (Final World Front) | 12   | -  | -             |           |
| 2000 | Anarchy                                    | 4    | 38 | Platino       | 1 000 000 |
| 2001 | Genesis                                    | 7    | -  | Platino       | 1 000 000 |
| 2002 | It Ain't Safe No More                      | 43   | -  | Oro           | 500 000   |
| 2006 | The Big Bang                               | 1    | 19 | Platino       | 1 000 000 |
| 2009 | Back on My BS                              | -    | -  | -             |           |

### Mixtapes
- 2003 Salute The General por Cutmaster C.
- 2004 The Storm Before The Storm Mixtape por Big Mike.
- 2005 Surrender, The Mixtape por DJ Whoo Kid.
- 2006 New Crack City por Clinton Sparks.

### Sencillos
| 1996 | "Woo Ha!! Got You All in Check" (con Rampage)                                             | 8  | 6  | 1  | 8  | The poping                                     |                          |                 |
| 1996 | "It's a Party hard" (con Zhane)                                                           | 52 | 27 | 7  | 23 | The Coming                                     |                          |                 |
| 1997 | "Hit 'em High (The Monstars' Anthem)" (con B-Real, Coolio, LL Cool J y Method Man)        | -  | -  |    | 8  | Space Jam (Banda Sonora)                       |                          |                 |
| 1997 | "Do My Thing"                                                                             | -  | -  |    | 39 | The Coming                                     |                          |                 |
| 1997 | "Put Your Hands Where My Eyes Could See"                                                  | -  | -  | -  | 16 | When Disaster Strikes                          |                          |                 |
| 1997 | "Dangerous"                                                                               | 9  | 4  | 1  | 32 | When Disaster Strikes                          |                          |                 |
| 1998 | "Turn It Up (Remix) - Fire It Up"                                                         | 10 | 7  | 1  | 2  | When Disaster Strikes: New Version             |                          |                 |
| 1998 | "One" (con Erykah Badu)                                                                   | -  | -  | -  | 23 | When Disaster Strikes                          |                          |                 |
| 1999 | "Gimme Some More"                                                                         | -  | 29 | -  | 5  | Extinction Level Event (The Final World Front) |                          |                 |
| 1999 | "What's It Gonna Be" (con Janet Jackson)                                                  | 3  | 1  | -  | 6  | Extinction Level Event (The Final World Front) |                          |                 |
| 2000 | "Get Out"                                                                                 | -  | 35 | -  | 57 | Anarchy                                        |                          |                 |
| 2000 | "Fire"                                                                                    | -  | 67 | 60 | -  | Anarchy                                        |                          |                 |
| 2002 | "Break Ya Neck"                                                                           | 26 | 10 | 24 | 11 | Genesis                                        |                          |                 |
| 2002 | "What it is" (con Kelis)                                                                  | 63 | 37 | -  | -  | Genesis'/'Violator V.1                         |                          |                 |
| 2002 | "Pass the Courvoisier, Part II" (con P. Diddy y Pharrell Williams)                        | 11 | 4  | -  | 16 | Genesis: New Version                           |                          |                 |
| 2003 | "Make It Clap" (con Sean Paul y Spliff Star)                                              | 46 | 17 | 14 | 16 | It Ain't Safe No More                          |                          |                 |
| 2003 | "I Know What You Want" (con Mariah Carey y Flipmode Squad)                                | 3  | 2  | 3  | 3  | It Ain't Safe No More                          |                          |                 |
| 2003 | "Light Your Ass On Fire" (con Pharrell)                                                   | 58 | 23 | 12 | 62 | The Neptunes Present: Clones                   |                          |                 |
| 2006 | "Where's Your Money" (con Ol' Dirty Bastard)                                              | -  | 65 | -  | -  | The Big Bang                                   |                          |                 |
| 2006 | "Touch It"                                                                                | 16 | 8  | 2  | -  | The Big Bang                                   |                          |                 |
| 2006 | "Touch It" Remix (con Mary J. Blige, Rah Digga, Missy Elliot, Papoose, Lloyd Banks y DMX) | 24 | 18 | 7  | -  | The Big Bang                                   |                          |                 |
| 2006 | "I Love My Chick" (con Kelis y Will.i.am)                                                 |    |    |    | -  | The Big Bang                                   |                          |                 |
| 2007 | "Hurt" (T.I. con Busta Rhymes y Alfa Mega)                                                | -  | 86 | -  | -  | T.I. vs T.I.P.                                 |                          |                 |
| 2007 | "We Made It" (con Linkin Park)                                                            | -  | -  | -  | -  | 2014                                           | "Calm Down" (con Eminem) | Back On My B.S. |